# Salihorsk
Salihorsk bzw. Soligorsk (belarussisch Салігорск Salihorsk; russisch Солигорск Soligorsk) ist eine Stadt in Belarus im Süden der Minskaja Woblasz. Die Stadt hatte 101.937 Einwohner (2006) und ist eine der am schnellsten wachsenden Städte des Landes. Zu den international bekanntesten Persönlichkeiten, die in Salihorsk aufgewachsen sind, zählt der Internetkritiker Evgeny Morozov.

## Geschichte und Bevölkerung

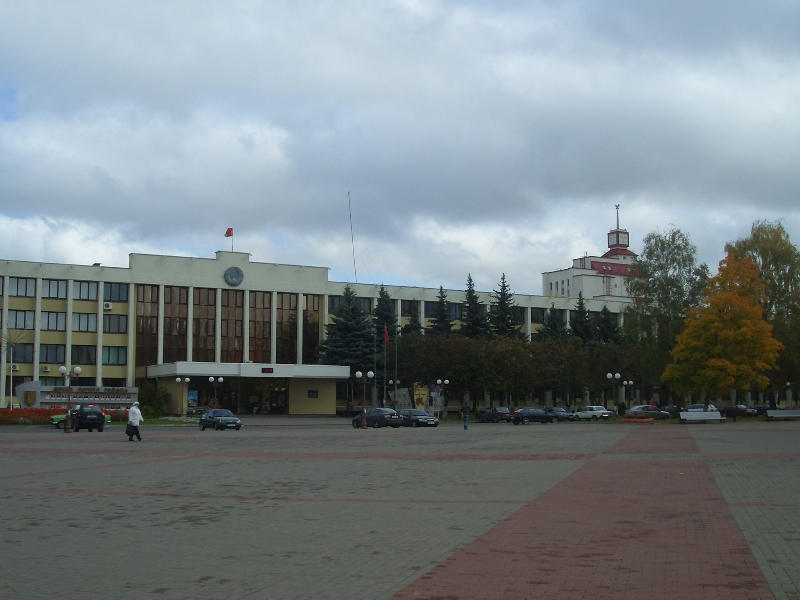
Rathaus

Leninstraße

Salihorsk wurde 1958 zum Zweck des Bergbaus gegründet. „Fast die gesamte Arbeiterschaft kam damals von auswärts, so etwas wie Nationalgefühl gab es dementsprechend kaum“, erinnert sich Evgeny Morozov. Als Planstadt entstand Salihorsk südlich von Sluzk am Nordufer des aufgestauten Flusses Slutsch. Die Stadt wuchs kontinuierlich; im Jahr 1979 hatte sie 65.148 Einwohner und wurde Anfang der 1990er Jahre die kleinste Großstadt in Belarus.

## Wappen
Beschreibung: Das Wappen ist gespalten und hat vorn in Blau eine goldene Getreideähre am Spalt aus drei Körnern und vier Grannen und hinten sind in Silber  sechs schräglinke rote Balken.

## Wirtschaft
Wesentliche Grundlage der Ökonomie sind große Vorkommen an Kaliumcarbonat (= Pottasche) – Salihorsk bedeutet auf Deutsch Salzberg. In der Stadt hat das Unternehmen Belaruskali seinen Sitz, welches bis 2014 Teil des staatlichen Belnaftachim-Konzerns war und auch heute noch in Staatsbesitz ist. „Im Prinzip ist die Stadt ein riesiger Staatsbetrieb zur Kaliumförderung, das zu Kunstdünger verarbeitet in die ganze Welt geht. Er ist heute noch das profitabelstes Unternehmen in Belarus“, so Morozov.

## Verkehr
Es besteht eine in Salihorsk beginnende Eisenbahnverbindung nach Sluzk sowie eine Fernstraße, die westlich an Salihorsk vorbeiführt und die Stadt mit Sluzk im Norden und Mikaschewitschy im Süden verbindet.

## Sport
Salihorsk ist Heimat des Fußballclubs FK Schachzjor Salihorsk und des Eishockeyvereins HK Schachzjor Salihorsk.

## Städtepartnerschaften
- Agarak[2], Armenien

## Söhne und Töchter der Stadt
- Aljaksandr Hlawazki (* 1970), Weit- und Dreispringer
- Evgeny Morozov (* 1984), Publizist
- Maksim Schaunertschyk (* 1985), Fußballspieler